# Paraleuctra occidentalis
Paraleuctra occidentalis är en bäcksländeart som först beskrevs av Banks 1907.  Paraleuctra occidentalis ingår i släktet Paraleuctra och familjen smalbäcksländor. Inga underarter finns listade i Catalogue of Life.